# Ред (математика)
Редовете са математически обекти, представляващи сбора на елементите на дадена редица – подредено множество от числа или други обекти. Редовете, най-вече безкрайните редове, които са сбор на безкраен брой обекти, играят важна роля в математическия анализ и се използват в много други области на математиката, както и във физиката, информатиката, статистиката и финансите.
Ако имаме зададена редица {\displaystyle (a_{1},a_{2},a_{3},\ldots )} от членове (числа, функции или други обекти, които могат да се събират), тя дефинира и съответен ред, образуван от последователното събирането на членовете ai:
{\displaystyle a_{1}+a_{2}+a_{3}+\cdots }.
За безкрайна редица редът може да се представи във вида:
{\displaystyle \sum _{i=1}^{\infty }a_{i}=\lim _{n\to \infty }\sum _{i=1}^{n}a_{i}}.
Когато описаната по този начин граница съществува и е крайно число, тя се нарича сума на реда, а редът е сходящ, а ако границата не съществува, редът е разходящ. Сходимостта на редовете е основно тяхно свойство.

## Сходимост
Един безкраен ред се нарича сходящ или разходящ, когато редицата от частичните му суми е съответно сходяща или разходяща, тоест когато тя съответно има или няма (крайна) граница. Когато редът е сходящ, границата {\displaystyle S=\lim _{n\rightarrow \infty }S_{n}} се нарича сума на реда, което се обозначава така:
{\displaystyle S=\sum _{n=0}^{\infty }a_{n}.}
Когато границата съществува, но е безкрайна, редът се смята за разходящ. Понякога обаче е удобно такъв ред да се причисли към сходящите редове. В такива случаи (когато границата е безкрайна) редът понякога се нарича сходящ в несобствен смисъл (същият термин се употребява и за безкрайни редици).
Един безкраен ред се нарича абсолютно сходящ, когато е сходящ редът от модулите на неговите събираеми. Всеки абсолютно сходящ ред е сходящ. Ред, който е сходящ, но не е абсолютно сходящ, се нарича условно сходящ. Сходящите функционални редове са равномерно сходящи или неравномерно сходящи според типа сходимост на функционалната редица от частичните им суми.
Пример за разходящ ред, чиито частични суми нарастват с всеки добавен член без горна граница, е:
{\displaystyle S=\sum _{i=0}^{\infty }1}
Пример за сходящ ред, който клони към 2, тъй като първият член е равен на 1, а сумата на следващите приближава 1 (всеки от тях е 2 пъти по-малък от следващия), е:
{\displaystyle S=\sum _{n=0}^{\infty }{\frac {1}{2^{n}}}}

### Необходимо условие за сходимост
Ако един безкраен ред е сходящ, то общият му член клони към нула.
 Това е необходимо, но не достатъчно условие.

### Критерии за сходимост
Следните критерии важат за безкрайни редове с положителни членове (за критерия на Коши е достатъчно общият член да е неотрицателен).
Критерий на Даламбер:
— Ако {\displaystyle \lim _{n\rightarrow \infty }{\frac {a_{n+1}}{a_{n}}}<1}, то редът {\displaystyle \sum _{n=0}^{\infty }a_{n}} е сходящ.
— Ако {\displaystyle \lim _{n\rightarrow \infty }{\frac {a_{n+1}}{a_{n}}}>1}, то редът {\displaystyle \sum _{n=0}^{\infty }a_{n}} е разходящ.
Критерий на Коши:
— Ако {\displaystyle \lim _{n\rightarrow \infty }{\sqrt[{n}]{a_{n}}}<1}, то редът {\displaystyle \sum _{n=0}^{\infty }a_{n}} е сходящ.
— Ако {\displaystyle \lim _{n\rightarrow \infty }{\sqrt[{n}]{a_{n}}}>1}, то редът {\displaystyle \sum _{n=0}^{\infty }a_{n}} е разходящ.
Критерий на Раабе—Дюамел:
— Ако {\displaystyle \lim _{n\rightarrow \infty }n\left({\frac {a_{n}}{a_{n+1}}}-1\right)>1}, то редът {\displaystyle \sum _{n=0}^{\infty }a_{n}} е сходящ.
— Ако {\displaystyle \lim _{n\rightarrow \infty }n\left({\frac {a_{n}}{a_{n+1}}}-1\right)<1}, то редът {\displaystyle \sum _{n=0}^{\infty }a_{n}} е разходящ.
Тези три критерия важат и когато границата е безкрайна. Те не дават отговор, когато тя не съществува или е равна на единица. Когато границата в критерия на Даламбер е равна на единица, обикновено се прибягва до критерия на Раабе—Дюамел. Когато границата в критерия на Даламбер съществува и е различна от единица, той се предпочита заради простотата си пред критерия на Раабе—Дюамел.
Критерият на Коши дава отговор винаги, когато критерият на Даламбер дава отговор, но не и обратното. Обаче критерият на Даламбер води до по-прости сметки от критерия на Коши.
Тези критерии се използват и при проверки за абсолютна сходимост.

### Признак на Лайбниц
Един безкраен ред се нарича алтернативен или знакопроменлив, ако стойностите на членовете му са реални числа, които сменят знаците си, тоест всеки два последователни члена са с различни знаци (допуска се някои или всички членове да са нули).
Признак на Лайбниц: Ако редицата от модулите на членовете на безкраен знакопроменлив ред клони към нула и е намаляваща (може и нестрого), то редът е сходящ.
Обратното не е вярно.
Признакът на Лайбниц може да се използва за доказване на условна сходимост в съчетание с някой от признаците на Даламбер, Коши и Раабе—Дюамел.